# Phymaturus niger
Phymaturus niger — вид ігуаноподібних ящірок родини Liolaemidae. Ендемік Аргентини. Описаний у 2021 році.

## Поширення і екологія
Phymaturus niger відомі з типової місцевості, розташованої в департаменті Кольйон-Кура в провінції Неукен, на висоті 1062 м над рівнем моря. Живляться рослинністю, є живородними.